# Olcsvaapáti
Olcsvaapáti ist eine ungarische Gemeinde im Kreis Fehérgyarmat im Komitat Szabolcs-Szatmár-Bereg.

## Geografische Lage
Olcsvaapáti liegt 17 Kilometer nordwestlich der Kreisstadt Fehérgyarmat am Fluss Szamos. Nachbargemeinden sind Panyola im Südosten und Olcsva, jenseits des Flusses westlich gelegen.

## Sehenswürdigkeiten
- Reformierte Kirche, erbaut Anfang des 19. Jahrhunderts (Spätbarock)
- Győző-Kövessy-Schleuse (Kövessy Győző-zsilip), erbaut 1929 nach Plänen von József Benedek, nordöstlich des Ortes am Fluss Öreg-Túr

## Verkehr
Durch Olcsvaapáti verläuft die Landstraße Nr. 4119. Es bestehen Busverbindungen über Panyola, Kérsemjén und Nábrád nach Fehérgyarmat. Außerdem gibt es tagsüber eine Fährverbindung über den Fluss Szamos nach Olcsva. Der nächstgelegene Bahnhof befindet sich nordwestlich in Vitka, einem Stadtteil von Vásárosnamény.